# Nakahama Manjirō

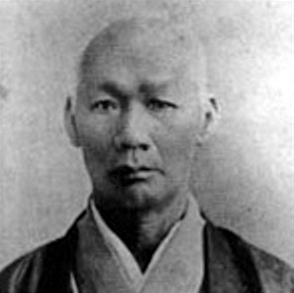
Nakahama Manjirō

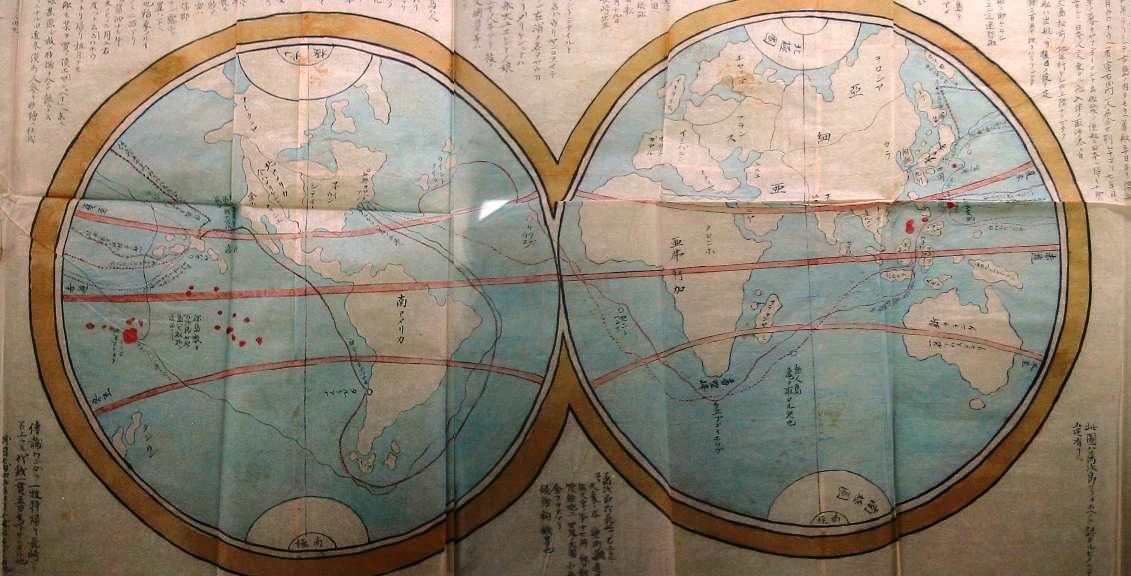
Von Manjiro angefertigte Karte seiner Reisen

Nakahama Manjirō, auch Nakanohama Manjirō, John Manjirō und John Mung (jap. 中浜 万次郎, ehem. 中濱 萬次郎; * 27. Januar 1827 in Nakanohama (Teil des heutigen Tosashimizu); † 12. November 1898) war ein japanischer Übersetzer und Beamter während der Edo-Zeit (Bakumatsu) und der Meiji-Restauration.

## Leben
Als Sohn eines Fischers geboren, ging er dem Beruf seines Vaters nach. Er und vier weitere Fischer wurden 1841 von einem Taifun auf eine einsame Insel verschlagen. Nach einem halben Jahr wurde er von einem US-amerikanischen Walfänger gerettet und in die USA gebracht, wo er Englisch, Mathematik, Navigation sowie Vermessungskunde lernte. Er arbeitete als Walfänger und als Goldsucher in Kalifornien. Diese neuen Erfahrungen und Kenntnisse wurden für ihn auf Grund der Abschließung Japans und der dadurch bedingten eingeschränkten Verbreitung westlichen Wissens und Sprache sehr nützlich.
1850 kehrte er über das Königreich Hawaiʻi und die Ryūkyū-Inseln nach Japan zurück und erreichte 1851 Kagoshima in Satsuma. Dort wurde er auch von Daimyō Shimazu Nariakira befragt, der sehr am Westen interessiert war. 1852 in sein Heimatlehen Tosa zurückgekehrt, wurde er in den niederen Samuraistand erhoben und wählte den Familiennamen Nakahama nach seinem Heimatdorf aus.
1853 wurde er auf Betreiben Abe Masahiros zu einem Bakufu-Beamten ernannt. In dieser Verwendung übersetzte er Bücher über Navigation und Dokumente, die ausländische Botschaften betrafen. Er verfasste ein Werk über englische Konversation und unterrichtete Navigation an der vom Shogunat ins Leben gerufenen Marineschule. Es war das Jahr, in dem der amerikanische Commodore Matthew Perry auf Befehl des amerikanischen Präsidenten Millard Fillmore mit seiner Flotte von 4 Schiffen Japan besuchte und das Land zwang, «sich zu öffnen», was weitreichende politische Veränderungen in Japan auslöste.
1860 reiste Nakahama an Bord der Kanrin Maru als Mitglied der japanischen Gesandtschaft in die Vereinigten Staaten.
Später leitete er den Walfang um die Bonin-Inseln und unterrichtete Englisch in Satsuma und Tosa.
Nach Beginn der Meiji-Restauration wurde er Professor für Englisch an der Tōkyō Kaisei Gakkō, des Vorläufers der Universität Tokyo.
1870 begleitete er Ōyama Iwao auf einer Europareise, die den Zweck hatte, aus dem Verlauf des Deutsch-Französischen Kriegs neue Erkenntnisse zu gewinnen.
Sein Sohn Nakahama Tōichirō wurde ein bekannter Arzt.

## Rezeption
Der am 28. Oktober 1989 von Tsutomu Seki entdeckte Asteroid (4841) Manjiro wurde nach Nakahama benannt.